# Yona Metzger
Yona Metzger, in ebraico יונה מצגר‎? (Haifa, 4 agosto 1953), è un rabbino israeliano e Rabbino Capo ashkenazita d'Israele dal 2003 al 2013.

## Biografia
Il rabbino Metzger nasce ad Haifa nel 1953. Ha prestato servizio nelle Forze di Difesa Israeliane come cappellano, ha combattuto in diverse guerre nel 7ª brigata corazzata, ed è stato congedato con il grado di capitano. Al momento della sua nomina, a 50 anni, era il più giovane rabbino capo nella storia di Israele. Il suo successore rabbino David Lau era ancora più giovane, essendo stato nominato all'età di 47 nel 2013. 
Rabbi Metzger ha ricevuto l'ordinazione dal Hesder yeshiva Yeshivat Kerem BeYavne prima di lavorare come insegnante di religione. Ha servito come rabbino della sinagoga Tiferet Zvi a Tel Aviv ed è stato successivamente nominato rabbino regionale del nord di Tel Aviv.  
Metzger ha scritto dieci libri, due dei quali sono stati premiati dal Presidente di Israele. Egli è anche l'ex capo di una casa editrice.
Pur provenendo da una famiglia religiosa è stato fortemente identificato con charedì. Alcuni osservatori hanno sostenuto che questo ha reso Metzger un ottimo candidato per rappresentare entrambe le comunità.